# فهرست فرودگاه‌های مارتینیک
این مقاله شامل فهرست فرودگاه‌های مارتینیک است که بر پایهٔ مکان قرارگیری آن‌ها مرتب شده است.

## فهرست
| مکان                     | ایکائو | یاتا | نام فرودگاه                           | کاربری | مختصات                                                         |
| فور-دو-فرانس / لو لمونتن | TFFF   | FDF  | فرودگاه بین‌المللی مارتنیک ایمی کیسایر | Public | ۱۴°۳۵′۳۲″ شمالی ۰۶۰°۵۹′۴۷″ غربی / ۱۴٫۵۹۲۲۲°شمالی ۶۰٫۹۹۶۳۹°غربی |